# Neumagen
El río Neumagen es un afluente del Möhlin en el sur de Baden-Wurtemberg, Alemania. Nace en la vertiente sudoccidental del monte Schauinsland en la Selva Negra y cerca de Staufen (Brisgovia) llega a la llanura del Rin donde ha formado un extenso abanico aluvial. Desemboca en el Möhlin cerca de Biengen, un barrio de Bad Krozingen.

## Enlaces
- Wikimedia Commons alberga una categoría multimedia sobre Neumagen.